# Tana Tidung
Tana Tidung (indonez. Kabupaten Tana Tidung) – kabupaten w indonezyjskim Borneo Północnym. Jego ośrodkiem administracyjnym jest Tideng Pale.
Kabupaten ten od wschodu leży nad Morzem Celebes. Dawniej należał do Borneo Wschodniego.
W 2010 roku kabupaten ten zamieszkiwało 15 202 osób, z czego 100% stanowiła ludność wiejska. Mężczyzn było 8 391, a kobiet 6 811. Średni wiek wynosił 25,7 lat.
Kabupaten ten dzielił się w 2010 roku na 3 kecamatany, a obecnie dzieli się na 4 kecamatany:
- Betayau
- Sesayap
- Sesayap Hilir
- Tana Lia